# Землетрясения у северного побережья провинции Папуа (2010)
Землетрясение магнитудой 7,0 произошло 16 июня 2010 года в 03:16:27 (UTC) у северного побережья индонезийской провинции Папуа, в 121,6 км к юго-юго-востоку от острова Биак. Гипоцентр землетрясения располагался на глубине 18,0 км.
За 10 минут до основного сейсмического удара магнитудой 7,0 произошёл форшок магнитудой 6,2, а спустя 42 минуты после основного толчка последовал афтершок магнитудой 6,6.
Землетрясение ощущалось в Набире, Маноквари и Джаяпура. Существенный ущерб зданиям и сооружениям был причинён в населённых пунктах: Айяри, Рандавайя, Хантимой, Кароваити, Ваита, Варидони, Таре, Ларелаити, Вабудайяр. В них были разрушены семь церквей, электростанция и начальная школа.
В результате землетрясения по разным оценкам погибли от 17 до 22 человек, 150 человек получили ранения. Были разрушены или повреждены 2556 зданий, без крова остались около 10 000 человек. На острове Япен произошли оползни, системы коммуникаций получили повреждения, была разрушена церковь. На острове Биак несколько зданий также получили повреждения. Было опубликовано предупреждение о цунами в регионе, которое затем было отменено. Экономический ущерб от землетрясения составил 85,2 млн долларов США.

## Тектонические условия региона
Эта часть Индонезии является областью со сложной тектоникой. Эпицентр землетрясения находится недалеко от границы между двумя микроплитами — плитой Птичья Голова и Маоке. Движение вдоль этой границы — левостороннее, со скоростью около 80 мм/год. Вычисленный фокальный механизм землетрясения согласуется либо с движением на этой границе, либо с сопряженным с ней правым боковым трансформным разломом.
С 1900 года в регионе Новой Гвинеи было зарегистрировано 22 землетрясения с магнитудой более 7,5. Основными механизмами землетрясений являются толчки и смещения пород, связанные со столкновением континентальной дуги и относительными движениями между многочисленными локальными микроплитами. Крупнейшим землетрясением в регионе было событие с магнитудой 8,2 в северной провинции Индонезии Папуа, в результате которого в 1996 году погибло 166 человек.
Граница Австралийской и Тихоокеанской плит протяженностью более 4000 км простирается от Зондского жёлоба (Ява) на западе до Соломоновых островов на востоке. Восточный участок границы, длиной более 2300 км, простирается на запад от северо-востока Австралийского континента и Кораллового моря до пересечения с восточным побережьем Папуа — Новой Гвинеи. На границе преобладает общая северная субдукция Австралийской плиты.